# (17960) Liberatore
(17960) Liberatore (1999 JB36) – planetoida z pasa głównego asteroid okrążająca Słońce w ciągu 3,78 lat w średniej odległości 2,43 j.a. Odkryta 10 maja 1999 roku.